# باشگاه فوتبال ولینگ یونایتد
باشگاه فوتبال ولینگ یونایتد (به انگلیسی: Welling United Football Club) یک باشگاه فوتبال در شهر ولینگ، کشور انگلستان است که در سال ۱۹۶۳ میلادی تأسیس شده‌است.